# 第28届釜山国际电影节
第28届釜山国际电影节（韓語：제28회 부산국제영화제）为2023年10月4日至13日在韩国釜山举行的国际性非竞赛型电影节，共有来自69个国家和地区的209部影片正式受邀在本届电影节中展映，另有60部影片在社区BIFF环节上映。本届电影节在理事长和执委会主席空缺的情况下，由演员宋康昊担任「今年的召集人」，首席排片人南东哲（남동철）任代理执委会主席，姜胜雅（강승아）任代理运营委员会主席。原定担任开幕式兩位主持人之一的演员李帝勳因健康原因无法出席，组委会亦决定不再挑选接任者，並宣佈朴恩斌成为釜山国际电影节开幕式有史以来的首位单独主持人；闭幕式主持人由演员洪庆与高旻示担任。
韩国导演张建宰执导，高我星、朱钟赫主演，改编自韩国作家張康明同名小说的电影《我讨厌韩国》被选为开幕影片；中国导演宁浩执导，刘德华主演的电影《红毯先生》被选为闭幕影片。由韩国导演郑允锡执导的已故艺人崔雪莉遗作纪录片《亲爱的真理》与记录寻找青年奉俊昊首部动画短片的过程并反映1990年代初期大韩民国影迷时代的纪录片《黄色大门：寻找奉俊昊被尘封的短片》将通过「广角镜：纪录片展映」单元首度公开。
由釜山国际电影节主办的亚洲内容大奖自2023年起扩大颁奖范围至全球OTT内容领域，在现有12个奖项的基础上新增5个奖项共计17个奖项，颁奖礼于10月8日在电影殿堂露天剧场举行。

## 评审团
以下为本届电影节评审团成员。

| - 郑成日（정성일）：影评人、导演，评审团主席。 - 艾娃·卡恩（AvaCahen）：戛纳电影节影评人周执委会主席。 - 艾德溫：导演。 - 克里斯蒂娜·奥：电影《玉子》《夢想之地》制片人。 - 韩俊熙：导演。 - ：沃苏勒亚洲国际电影节执委会主席。 - 西川美和：导演。 - 李光国：导演。 - 原一男：导演。 - ：影评人、柏林国际电影节排片人。 - 景顺（）：导演。 - 张建宰：导演。 - 魏書鈞：导演。 - 比安卡·巴布埃纳（Bianca Balbuena）：电影制片人。 - 鄭宇：演员。 - 韓藝璃：演员。 - 姜帝圭：导演。 - 沈裁明：电影制片人、电影公司Myung Film代表。 - 劉智泰：演员、导演。 - 郑汉锡（정한석）：釜山国际电影节排片人。 | - 朴庸集（박용집）：导演。 - 伊南：导演。 - 李受妍（이수연）：导演。 - 金初熙：导演。 - 李真淑（이진숙）：电影制片人。 - 朱成哲：影评人、NAVER电影内容合作伙伴《Cineplay》总编。 - 李善英（이선영）：摄影导演。 - 尹知云（윤지운）：摄影导演。 - 李斗万（이두만）：摄影导演。 - 文炯硕（문형석）：影评人。 - 金必南（김필남）：影评人。 - 具亨俊（구형준）：影评人、OTT影评刊物《BeOTT》总编。 - 朴仁济（박인제）：《特別市民》《尸战朝鲜第二季》《Moving》导演。 - 张英烨（장영엽）：韩国电影周刊《Cine21》代表。 - 洪恩美（홍은미）：韩国电影周刊《Cine21》专业影评人。 |

## 官方单元

### 竞赛单元
以下影片入围官方竞赛单元。
| 单元                 | 片名                                        | 导演                                            | 制片国家                 |
| -------------------- | ------------------------------------------- | ----------------------------------------------- | ------------------------ |
| 新浪潮               | 《福田村事件》                              | 森達也                                          | 日本                     |
| 新浪潮               | 《爱的狂热》                                | 山本英                                          | 日本                     |
| 新浪潮               | 《摔跤手》（Boli）                              | 伊克巴尔·侯赛因·乔杜里（Iqbal Hossain Chowdhury）                      |                          |
| 新浪潮               | 《陌生人》（The Stranger）                              | 比普洛布·萨卡尔（Biplob Sarkar）                             |                          |
| 新浪潮               | 《遗产》（부모 바보）                                | 李钟洙（이종수）                                      |                          |
| 新浪潮               | 《那个夏天的谎言》（그 여름날의 거짓말）                      | 孙铉禄（손현록）                                      |                          |
| 新浪潮               | 《火花》（The Spark）                                | 拉杰史·S·贾拉                                   | 印度                     |
| 新浪潮               | 《人海同游》                                | 蔡杰                                            | 中国大陆                 |
| 新浪潮               | 《海边的固体》（Solids by the Seashore）                          | 帕蒂鹏·潘达力（Patiparn Boontarig）                               | 泰國                     |
| 新浪潮               | 《今时的绿洲》（Oasis of Now）                          | 谢志芯（CHIA Chee Sum）                                      | 马来西亚                 |
| 智奭                 | 《月》                                      | 石井裕也                                        | 日本                     |
| 智奭                 | 《市子》                                    | 戸田彬弘                                        | 日本                     |
| 智奭                 | 《福地》                                    | 普拉萨纳·维撒尼奇                               | 斯里蘭卡                 |
| 智奭                 | 《类自传》                                  | 穆斯塔法·萨瓦爾·法羅齊                          |                          |
| 智奭                 | 《绑架新娘》（Bride Kidnapping）                            | 米尔兰·阿布德卡雷科夫（Mirlan Abdykalykov）                       |                          |
| 智奭                 | 《加斯帕24小时》                            | 约瑟普·安吉·诺恩                                | 印度尼西亞               |
| 智奭                 | 《失落少年》（Doi Boy）                            | 侬塔瓦特·纳姆本查珀                             | 泰國                     |
| 智奭                 | 《摩洛人》（Moro）                              | 布里蘭特·曼多薩                                 | 菲律賓                   |
| 智奭                 | 《对她说》（그녀에게）                              | 李相哲（이상철）                                      |                          |
| 智奭                 | 《在电影的结尾》（이 영화의 끝에서）                        | 安仙京（안선경）                                      |                          |
| 韩国电影的今天：展望 | 《送货人》（딜리버리）                              | 张民俊（장민준）                                      |                          |
| 韩国电影的今天：展望 | 《关于我的女儿》（딸에 대하여）                        | 李美朗（이미랑）                                      |                          |
| 韩国电影的今天：展望 | 《马格利会告诉你》（막걸리가 알려줄거야）                      | 金多敏（김다민）                                      |                          |
| 韩国电影的今天：展望 | 《蛇岛》（바얌섬）                                | 金有敏（김유민）                                      |                          |
| 韩国电影的今天：展望 | 《声音通道桥》（소리굴다리）                          |                                                 |                          |
| 韩国电影的今天：展望 | 《长孙》（장손）                                | 吴政民（오정민）                                      |                          |
| 韩国电影的今天：展望 | 《去年夏天》（지난 여름）                            | 崔胜宇（최승우）                                      |                          |
| 韩国电影的今天：展望 | 《一栋》（한 채）                                | 郑范（정범）、许章（허장）                              |                          |
| 韩国电影的今天：展望 | 《下一个是谁》（해야 할 일）                          | 朴洪俊（박홍준）                                      |                          |
| 韩国电影的今天：展望 | 《301号汽车旅馆杀人事件》（301호 모텔 살인 사건）               | 延济光（연제광）                                      |                          |
| Flash Forward        | 《无尽的星期天》                            | 阿兰·佩罗尼（Alain PARRONI）                                 | 義大利／ 德国／ 爱尔兰   |
| Flash Forward        | 《黏土人》                                  | 阿娜依斯·特伦                                   | 法國                     |
| Flash Forward        | 《农民》                                    | - 多洛塔·科别拉 - 休·韦尔什曼                   | 波蘭／ 塞爾維亞／ 立陶宛 |
| Flash Forward        | 《消失的士兵》                              | 达尼·罗森伯格（Dani ROSENBERG）                               | 以色列                   |
| Flash Forward        | 《谢达》                                    | 努拉·尼亚萨里                                   |                          |
| Flash Forward        | 《开阔的天空》                              | - 马里亚纳·阿里亚加（Mariana Arriaga） - 圣地亚哥·阿里亚加（Santiago Arriaga） | 墨西哥／ 西班牙          |
| Flash Forward        | 《如何做爱》                                | 莫莉·曼宁·沃尔克                                | 英国／ 希腊              |
| Flash Forward        | 《黑麦角》                                  | 贾伊恩·坎博尔达）                               | 西班牙／ 葡萄牙／ 比利时 |
| 广角镜：韩国短片竞赛 | 《8月的圣诞节》（8월의 크리스마스）                         |                                                 |                          |
| 广角镜：韩国短片竞赛 | 《德熙有ㅇㅇ》（덕희는 ㅇㅇ이 있다）                          |                                                 |                          |
| 广角镜：韩国短片竞赛 | 《MYDEAR》（마이디어）                              |                                                 |                          |
| 广角镜：韩国短片竞赛 | 《鱼少年》（물고기 소년）                              |                                                 |                          |
| 广角镜：韩国短片竞赛 | 《Sally》（샐리）                               |                                                 |                          |
| 广角镜：韩国短片竞赛 | 《业报》（업보）                                |                                                 |                          |
| 广角镜：韩国短片竞赛 | 《人工世界的新早晨》（인공 세상의 새로운 아침）                    |                                                 |                          |
| 广角镜：韩国短片竞赛 | 《姐妹情趣》（자매의 맛）                            |                                                 |                          |
| 广角镜：韩国短片竞赛 | 《调解初次见面纠纷的三个提问》（초면에 발생한 분쟁을 조정하는 세 가지 질문）          |                                                 |                          |
| 广角镜：韩国短片竞赛 | 《家》（홈）                                  |                                                 |                          |
| 广角镜：亚洲短片竞赛 | 《21周后》（21 Weeks Later）                              |                                                 | 伊朗                     |
| 广角镜：亚洲短片竞赛 | 《回收场的夏天》                            | 陈浩维                                          | 臺灣                     |
| 广角镜：亚洲短片竞赛 | 《人人都要爱》（Everybody’s Gotta Love Sometimes）                          |                                                 | 法國／ 緬甸／ 印度尼西亞 |
| 广角镜：亚洲短片竞赛 | 《过山车》                                  | 陈欣妍、张静晨                                  | 中国大陆                 |
| 广角镜：亚洲短片竞赛 | 《》                                        |                                                 | 印度尼西亞               |
| 广角镜：亚洲短片竞赛 | 《羊羊羊》                                  | 宋东旭                                          | 中国大陆                 |
| 广角镜：亚洲短片竞赛 | 《无头骑士》（Headless Horsemen）                            |                                                 | 亞美尼亞／ 塞爾維亞      |
| 广角镜：亚洲短片竞赛 | 《树的见证》（The Witness Tree）                            |                                                 | 尼泊尔                   |
| 广角镜：纪录片竞赛   | 《那天的女儿们》（그날의 딸들）                        | 高勋（고훈）                                        |                          |
| 广角镜：纪录片竞赛   | 《闪烁的灯光》（Flickering Lights）                          | - 阿努帕玛·斯里尼瓦桑（Anupama SRINIVASAN） - 阿尼班·杜塔（Anirban DUTTA）     | 印度                     |
| 广角镜：纪录片竞赛   | 《为沉默者发声》                            | - 朴秀南（박수남） - 朴马义（박마의）                       | ／ 日本                  |
| 广角镜：纪录片竞赛   | 《寧化飛灰》（Rather be Ashes Than Dust）                            | 劉健倫（Alan LAU）                                      | 香港／ 加拿大／ 英国     |
| 广角镜：纪录片竞赛   | 《女工之夜》（여공의 밤）                            |                                                 |                          |
| 广角镜：纪录片竞赛   | 《》                                        |                                                 | 法國／ 瑞士／ 伊朗       |
| 广角镜：纪录片竞赛   | 《共和国》                                  | 晋江                                            | 新加坡／ 中国            |
| 广角镜：纪录片竞赛   | 《青年政治白皮书：Show Me The Justice》（청년정치백서-쇼미더저스티스） |                                                 |                          |

### 非竞赛单元
以下影片入选官方非竞赛单元。
| 单元                         | 片名                                                                     | 导演                                           | 制片国家                                               |
| ---------------------------- | ------------------------------------------------------------------------ | ---------------------------------------------- | ------------------------------------------------------ |
| Gala Presentation            | 《怪物》                                                                 | 是枝裕和                                       | 日本                                                   |
| Gala Presentation            | 《绿夜》                                                                 | 韩帅                                           | 香港                                                   |
| Gala Presentation            | 《野兽》                                                                 | 貝特朗·波尼洛                                  | 法國／ 加拿大                                          |
| Icon                         | 《可怜的东西》                                                           | 尤格·藍西莫                                    | 英国                                                   |
| Icon                         | 《方法之书》                                                             | 米歇·龔德里                                    | 法國                                                   |
| Icon                         | 《老橡树酒馆》                                                           | 肯·洛區                                        | 英国／ 法國／ 比利时                                   |
| Icon                         | 《绑架》                                                                 | 马可·贝罗奇奥                                  | 義大利／ 法國／ 德国                                   |
| Icon                         | 《杀手》                                                                 | 大卫·芬奇                                      | 美国                                                   |
| Icon                         | 《去年夏天》                                                             | 凯瑟琳·布雷亚                                  | 法國                                                   |
| Icon                         | 《枯草》                                                                 | 努里·比格·錫蘭                                 | 土耳其／ 法國／ 德国／ 瑞典                            |
| Icon                         | 《特鲁瓦格罗餐厅》                                                       | 弗雷德里克·怀斯曼                              | 美国／ 法國                                            |
| Icon                         | 《在水中》                                                               | 洪常秀                                         |                                                        |
| Icon                         | 《音乐》                                                                 | 安姬拉·夏納萊克                                | 德国／ 法國／ 塞爾維亞                                 |
| Icon                         | 《滞留者联盟》                                                           | 亚历山大·佩恩                                  | 美国                                                   |
| Icon                         | 《白塔之光》                                                             | 张律                                           | 中国                                                   |
| Icon                         | 《北斗七星》                                                             | 菲利普·卡黑                                    | 法國／ 瑞士                                            |
| Icon                         | 《安塞姆·基弗：流年之声》                                                | 溫·韋德斯                                      | 德国                                                   |
| Icon                         | 《邪恶不存在》                                                           | 濱口龍介                                       | 日本                                                   |
| Icon                         | 《诗》                                                                   | 許鞍華                                         | 香港                                                   |
| Icon                         | 《我们的一天》                                                           | 洪常秀                                         |                                                        |
| Icon                         | 《尤里卡》                                                               | 李桑德羅·阿隆索                                | 法國／ 阿根廷／ 德国／ 葡萄牙／ 墨西哥                 |
| Icon                         | 《幽灵肖像》                                                             | 克雷伯·曼東沙·費侯                             | 巴西                                                   |
| Icon                         | 《不要太期待世界末日》                                                   | 拉杜·裘德                                      | 羅馬尼亞／ 盧森堡／ 法國／                             |
| Icon                         | 《未来的太阳》                                                           | 南尼·莫莱蒂                                    | 義大利／ 法國                                          |
| Icon                         | 《青春》                                                                 | 王兵                                           | 法國／ 盧森堡／ 荷蘭                                   |
| Icon                         | 《坠楼死亡的剖析》                                                       | 潔絲汀·楚特                                    | 法國                                                   |
| Icon                         | 《闭上眼睛》                                                             | 维克多·艾里斯                                  | 西班牙／ 阿根廷                                        |
| Icon                         | 《奇美拉》                                                               | 阿莉切·罗尔瓦赫尔                              | 義大利／ 法國／ 瑞士                                   |
| Icon                         | 《堅定不移》                                                             | 尼古拉·菲利伯特                                | 法國／ 日本                                            |
| Icon                         | 《枯叶》                                                                 | 阿基·郭利斯馬基                                | 芬兰／ 德国                                            |
| Icon                         | 《绿色边境》                                                             | 阿格涅絲卡·霍蘭                                | 波蘭／ 捷克／ 法國／ 比利时                            |
| Icon                         | 《法式火锅》                                                             | 陳英雄                                         | 法國                                                   |
| Icon                         | 《湖泊的本质真相》                                                       | 拉夫·达兹                                      | 菲律賓／ 法國／ 新加坡／ 葡萄牙／ 義大利／ 瑞士／ 英国 |
| 韩国电影的今天：特别首映     | 《信徒2》                                                                | 白宗烈                                         |                                                        |
| 韩国电影的今天：特别首映     | 《芭蕾复仇曲》                                                           | 李忠炫                                         |                                                        |
| 韩国电影的今天：特别首映     | 《禍亂》                                                                 | 金昌勋                                         |                                                        |
| 韩国电影的今天：全景         | 《没事，没事，没事！》                                                   | 金慧英（김혜영）                                     |                                                        |
| 韩国电影的今天：全景         | 《甜蜜蜜：7510》                                                         | 李翰                                           |                                                        |
| 韩国电影的今天：全景         | 《保护者》                                                               | 鄭雨盛                                         |                                                        |
| 韩国电影的今天：全景         | 《非正式作戰》                                                           | 金成勳                                         |                                                        |
| 韩国电影的今天：全景         | 《世纪末的爱》（세기말의 사랑）                                                       | 林善爱（임선애）                                     |                                                        |
| 韩国电影的今天：全景         | 《灵魂伴侣》                                                             | 闵龙根（민용근）                                     |                                                        |
| 韩国电影的今天：全景         | 《郊游》                                                                 | 金容钧（김용균）                                     |                                                        |
| On Screen                    | wavve《交易》                                                            | 李正坤                                         |                                                        |
| On Screen                    | TVING《競選夥伴》                                                        | 韩进元                                         |                                                        |
| On Screen                    | TVING《运气好的日子》                                                    | 毕鉴盛                                         |                                                        |
| On Screen                    | TVING《LTNS》                                                            | 任大炯、全高云                                 |                                                        |
| On Screen                    | Disney+《非法正义》                                                      | 崔正烈                                         |                                                        |
| On Screen                    | Netflix《香烟女孩》                                                      | - 卡米拉·安迪妮 - 伊法·伊斯凡夏                | 印度尼西亞                                             |
| 亚洲电影之窗                 | 《十年缅甸》（Ten Years Myanmar）                                                         |                                                | 緬甸                                                   |
| 亚洲电影之窗                 | 《河边的错误》                                                           | 魏書鈞                                         | 中国                                                   |
| 亚洲电影之窗                 | 《》                                                                     | 舒曼·高什                                      | 印度                                                   |
| 亚洲电影之窗                 | 《乔拉姆》                                                               | 德瓦斯·马希亚                                  | 印度                                                   |
| 亚洲电影之窗                 | 《莎莉》                                                                 | 练建宏                                         | 臺灣／ 法國                                            |
| 亚洲电影之窗                 | 《金色茧房》                                                             | 范天安                                         | 越南／ 新加坡／ 法國／ 西班牙                          |
| 亚洲电影之窗                 | 《》                                                                     | Sidharta Tata                                  | 印度尼西亞                                             |
| 亚洲电影之窗                 | 《来自罗特岛的女人》                                                     | Jeremias Nyangoen                              | 印度尼西亞                                             |
| 亚洲电影之窗                 | 《乡村之路》（A Road to A Village）                                                         | 纳宾·苏巴                                      | 尼泊尔                                                 |
| 亚洲电影之窗                 | 《想起所有夜晚》（Remembering Every Night）                                                     | 清原惟                                         | 日本                                                   |
| 亚洲电影之窗                 | 《莫里森》（Morrison）                                                           | 普蒂邦·阿朗潘                                  | 法國／ 泰國                                            |
| 亚洲电影之窗                 | 《风之城》                                                               | 拉娃杜拉木· 普雷夫-奥其尔                      | 法國／ 蒙古国／ 葡萄牙／ 荷蘭／ 德国／                 |
| 亚洲电影之窗                 | 《熊熊燃烧》                                                             | 扎拉·卡恩                                      | 加拿大／ 巴基斯坦                                      |
| 亚洲电影之窗                 | 《小白船》                                                               | 耿子涵                                         | 中国大陆                                               |
| 亚洲电影之窗                 | 《Sara》                                                                 | 伊斯梅尔·巴斯贝斯                              | 印度尼西亞                                             |
| 亚洲电影之窗                 | 《野兰花》（Guras）                                                           | 索拉夫·雷（Saurav Rai）                                  | 印度／ 尼泊尔                                          |
| 亚洲电影之窗                 | 《少男少女》                                                             | 許立達                                         | 臺灣                                                   |
| 亚洲电影之窗                 | 《彼方之歌》（Following the Sound）                                                         | 杉田協士                                       | 日本                                                   |
| 亚洲电影之窗                 | 《低语的群山》                                                           | 贾加斯·马努沃纳（Jagath Manuwarna）                            | 斯里蘭卡                                               |
| 亚洲电影之窗                 | 《》                                                                     | ）                                             |                                                        |
| 亚洲电影之窗                 | 《阿格拉》                                                               | 卡努·贝尔                                      | 印度／ 法國                                            |
| 亚洲电影之窗                 | 《雾之渊》                                                               | 村濑大智（MURASE Daichi）                                   | 日本                                                   |
| 亚洲电影之窗                 | 《真主保佑，是个男孩》                                                   | 阿姆贾德·阿尔·拉希德（Amjad AL RASHEED）                       | 约旦／ 法國／ 沙烏地阿拉伯／                           |
| 亚洲电影之窗                 | 《消失的情人节》                                                         | 山下敦弘                                       | 日本                                                   |
| 亚洲电影之窗                 | 《如果我能冬眠》                                                         | 佐尔贾戈尔·普尔夫达什                          | 蒙古国／ 法國／ 瑞士／                                 |
| 亚洲电影之窗                 | 《不丹沒有槍》                                                           | 巴沃邱寧多傑                                   | 不丹／ 美国／ 法國／ 臺灣                              |
| 亚洲电影之窗                 | 《临界区域》                                                             | 阿里·艾哈迈德扎德                              | 伊朗／ 德国                                            |
| 亚洲电影之窗                 | 《Kyrie之歌》                                                            | 岩井俊二                                       | 日本                                                   |
| 亚洲电影之窗                 | 《波纹》                                                                 | 荻上直子                                       | 日本                                                   |
| 亚洲电影之窗                 | 《夏蝉》（Rapture）                                                             | 多米尼克·桑玛（Dominic Sangma）                              | 印度／ 中国大陆／ 瑞士／ 荷蘭                          |
| 世界电影                     | 《家政初学者》                                                           | 戈兰·斯托列夫斯基                              | 北馬其頓／ 波蘭／ 塞爾維亞／科索沃                     |
| 世界电影                     | 《戈德曼的审判》                                                         | 塞德里克·康                                    | 法國                                                   |
| 世界电影                     | 《王者潮流》                                                             | 克里斯蒂安斯·巴克斯                            | 加拿大                                                 |
| 世界电影                     | 《红色房间》                                                             | 帕斯卡尔·普朗特                                | 加拿大                                                 |
| 世界电影                     | 《玛格丽特定理》                                                         | 安娜·诺维昂                                    | 法國／ 瑞士                                            |
| 世界电影                     | 《黎明终至》                                                             | 萨维里奥·康斯坦佐                              | 義大利                                                 |
| 世界电影                     | 《一切的解释》                                                           | 加博尔·瑞兹                                    | 匈牙利／ 斯洛伐克                                      |
| 世界电影                     | 《杰瑞演自己》（Starring Jerry as Himself）                                                       | 劳伦斯·陈（Law CHEN）                                  | 美国                                                   |
| 世界电影                     | 《布拉加的教训》                                                         | 斯特凡·科曼达雷夫                              | 保加利亚／ 德国                                        |
| 世界电影                     | 《黑鸟黑鸟黑莓》（Blackbird Blackbird Blackberry）                                                     | 埃莱妮·纳韦里阿尼                              | 瑞士／ 格鲁吉亚                                        |
| 世界电影                     | 《罪犯们》                                                               | 羅德里戈·莫雷諾                                | 阿根廷／ 盧森堡／ 巴西／ 智利                          |
| 世界电影                     | 《文森特必须死》（）                                                     | 斯特凡·卡斯唐（Stéphan Castang）                              | 法國／ 比利时                                          |
| 世界电影                     | 《柔板》                                                                 | 斯特法諾·索利瑪                                | 義大利                                                 |
| 世界电影                     | 《阿莫雷的最后一夜》                                                     | 安德里亚·迪·斯戴法诺                           | 義大利                                                 |
| 世界电影                     | 《阿莱马尼亚》（Alemania）                                                       | 玛丽亚·萨内蒂（María ZANETTI）                              | 阿根廷／ 西班牙                                        |
| 世界电影                     | 《恶棍》                                                                 | 尼科萊·阿爾賽                                  | 丹麦／ 瑞典／ 德国                                     |
| 世界电影                     | 《之女》                                                                 | - 瑪寇札塔·叔莫斯卡 - 米歇尔·恩格勒            | 波蘭／ 瑞典                                            |
| 世界电影                     | 《零度社团》                                                             | 潔西卡·賀斯樂                                  | 奥地利／ 德国／ 法國／ 英国                            |
| 世界电影                     | 《教师休息室》                                                           | 欧凯·查塔克                                    | 德国                                                   |
| 世界电影                     | 《群山之后》（Behind the Mountains）                                                         | 穆罕默德·本·阿提亚                             | 突尼西亞／ 比利时／ 法國／ 義大利／ 沙烏地阿拉伯／     |
| 世界电影                     | 《霍莉》                                                                 | 菲恩·特罗奇                                    | 比利时／ 荷蘭／ 盧森堡／ 法國                          |
| 世界电影                     | 《小世界》（Here）                                                           | 巴斯·德沃斯                                    | 比利时                                                 |
| 广角镜：纪录片展映           | 《》                                                                     | 莫森·玛克玛尔巴夫                              | 伊朗／ 英国                                            |
| 广角镜：纪录片展映           | 《所有谎言之母》                                                         | 埃斯迈·埃勒·穆迪尔                             | 摩洛哥／ 埃及／ 沙烏地阿拉伯／                         |
| 广角镜：纪录片展映           | 《黄色大门：寻找奉俊昊被尘封的短片》（노란문: 세기말 시네필 다이어리）                                 | 李赫莱（이혁래）                                     |                                                        |
| 广角镜：纪录片展映           | 《逃离乌托邦》                                                           | 瑪德琳·加文（Madeleine GAVIN）                                | 美国                                                   |
| 广角镜：纪录片展映           | 《营救名单》（The List）                                                         | 汉娜·玛克玛尔巴夫                              | 英国／ 阿富汗／ 伊朗                                   |
| 广角镜：纪录片展映           | 《约定》（약속）                                                             | 闵丙勋                                         |                                                        |
| 广角镜：纪录片展映           | 《Watercolors》（워터컬러스）                                                      | - 李仁勋（이인훈） - 金南硕（김남석） - 金贤洙（김현수）         |                                                        |
| 广角镜：纪录片展映           | 《逆潮》（Against the Tide）                                                             |                                                | 印度／ 法國                                            |
| 广角镜：纪录片展映           | 《致真理》（진리에게）                                                           | 郑允锡                                         |                                                        |
| 广角镜：纪录片展映           | 《亲吻未来》（Kiss the Future）                                                         | 内纳德·西辛-塞恩（Nenad Cicin-Sain）                           | 美国／ 爱尔兰／ 英国                                   |
| 广角镜：纪录片展映           | 《阿巴斯工作中》（Kiarostami at Work）                                                     | 塞福拉·萨马迪安                                | 伊朗                                                   |
| 广角镜：纪录片展映           | 《然后国王说，好个奇异的机器》（And the King Said, What a Fantastic Machine）                                       | - 阿克塞尔·丹尼尔森 - 马克西米利·范·艾崔克（Maximilien Van Aertryck） | 瑞典／ 丹麦                                            |
| 广角镜：纪录片展映           | 《奥勒法的女儿们》                                                       | 考塞尔·本·哈尼埃                               | 法國／ 突尼西亞／ 德国／ 沙烏地阿拉伯                  |
| Open Cinema                  | 《狗神》                                                                 | 吕克·贝松                                      | 法國                                                   |
| Open Cinema                  | 《左轮手枪莉莉》                                                         | 行定勳                                         | 日本                                                   |
| Open Cinema                  | 《交换家庭》                                                             | 卡倫·喬哈爾                                    | 印度                                                   |
| Open Cinema                  | 《动物王国》                                                             | 托马·卡耶                                      | 法國                                                   |
| 午夜激情                     | 《死亡之域》（Deadland）                                                         | 兰斯·拉森（Lance Larson）                                  | 美国                                                   |
| 午夜激情                     | 《[Raging Grace] 错误：{{Lang}}：無法辨識語言標籤 暴怒的格蕾丝（帮助）》 | 帕丽斯·扎西拉                                  | 英国                                                   |
| 午夜激情                     | 《新生，重生》                                                           | 劳拉·莫斯（Laura Moss）                                  | 美国                                                   |
| 午夜激情                     | 《法图姆》                                                               | 胡安·加里纳涅斯（Juan Galiñanes）                            | 西班牙                                                 |
| 特别企划：周润发之英雄风范   | 《英雄本色》                                                             | 吴宇森                                         | 香港                                                   |
| 特别企划：周润发之英雄风范   | 《臥虎藏龍》                                                             | 李安                                           | 臺灣／ 香港／ 美国／中国大陆                           |
| 特别企划：周润发之英雄风范   | 《別叫我“賭神”》                                                         | 潘耀明                                         | 香港                                                   |
| 特别企划：韩裔美国人特别展   | 《米纳里》                                                               | 鄭李爍                                         | 美国                                                   |
| 特别企划：韩裔美国人特别展   | 《燃燒烈愛》                                                             | 李滄東                                         |                                                        |
| 特别企划：韩裔美国人特别展   | 《网络谜踪》                                                             | 阿尼什·查甘蒂                                  | 美国／ 俄羅斯                                          |
| 特别企划：韩裔美国人特别展   | 《加摩贾亚》                                                             | 全知泰                                         | 美国／ 印度尼西亞                                      |
| 特别企划：韩裔美国人特别展   | 《在哥伦布》                                                             | 名田高梧                                       | 美国                                                   |
| 特别企划：韩裔美国人特别展   | 《过往人生》                                                             | 席琳·宋                                        | 美国／                                                 |
| 特别企划：印尼电影的文艺复兴 | 《恋爱所有格》                                                           | 艾德溫                                         | 印度尼西亞                                             |
| 特别企划：印尼电影的文艺复兴 | 《加斯帕24小时》                                                         | 约瑟普·安吉·诺恩                               | 印度尼西亞                                             |
| 特别企划：印尼电影的文艺复兴 | 《利马街上的瓦尼亚》（Vania on Lima Street）                                                 |                                                | 印度尼西亞                                             |
| 特别企划：印尼电影的文艺复兴 | 《大海在召唤我》                                                         | 图帕尔·坦普波隆（Tumpal Tampubolon）                            | 印度尼西亞                                             |
| 特别企划：印尼电影的文艺复兴 | 《巴斯里和萨尔玛的无止境喜剧》（Basri & Salma in a Never-Ending Comedy）                                       |                                                | 印度尼西亞                                             |
| 特别企划：印尼电影的文艺复兴 | 《Sara》                                                                 | 伊斯梅尔·巴斯贝斯（Ismail BASBETH）                          | 印度尼西亞                                             |
| 特别企划：印尼电影的文艺复兴 | 《当他们谈论爱情时他们不会谈论什么》                                     | 莫莉·苏亚                                      | 印度尼西亞                                             |
| 特别企划：印尼电影的文艺复兴 | 《香烟女孩》                                                             | - 卡米拉·安迪妮 - 伊法·伊斯凡夏                | 印度尼西亞                                             |
| 特别企划：印尼电影的文艺复兴 | 《》                                                                     |                                                | 印度尼西亞                                             |
| 特别企划：印尼电影的文艺复兴 | 《地狱女子》                                                             | 乔可·安华                                      | 印度尼西亞                                             |
| 特别企划：印尼电影的文艺复兴 | 《Tales of the Otherwords》                                              | BW Purbanegara                                 | 印度尼西亞                                             |
| 特别企划：印尼电影的文艺复兴 | 《舞光十色》                                                             |                                                | 印度尼西亞                                             |
| 特别上映                     | 《坂本龙一：杰作》                                                       | 空音央（SORA Neo）                                     | 日本                                                   |
| 特别上映                     | 《生命之诗》                                                             | 李滄東                                         |                                                        |
| 特别上映                     | 《雾津》                                                                 | 金洙容                                         |                                                        |

## 获奖名单
为鼓励亚洲新人导演与独立电影创作者，本届电影节新设由LG电子后援的LG OLED新浪潮奖与LG OLED展望奖。以下为本届电影节获奖者和获奖作品。
- 年度亚洲电影人奖：周润发[25]
- 韩国电影功劳奖：故尹靜姬
- 新浪潮奖：《摔跤手》、森達也《福田村事件》
- 智奭奖：普拉萨纳·维撒尼奇（英语：Prasanna Vithanage）《福地》、米尔兰·阿布德卡雷科夫《绑架新娘》
- 最佳亚洲纪录长片BIFF Mecenat奖：朴秀南、朴马义《回响的声音》、晋江《我们的共和国》
- 最佳短片善才奖：全度熙、金昭喜《MYDEAR》、
- 最佳短片善才奖特别提及：
- 年度演员奖：張成範《要做的事》、吴敏爱《关于我的女儿》
- 李椿渊电影人奖：金智妍（김지연，《南营洞1985（英语：National Security (2012 film)）》《道熙呀（英语：A Girl at My Door）》《下一个素熙》等电影执行制片人）[26]
- KB新浪潮观众奖：李钟洙《遗产》
- Flash Forward奖：Anaïs Tellenne（法语：Anaïs Tellenne）《黏土人（法语：L'Homme d'argile）》
- 國際影評人協會獎：孙铉禄《那个夏天的谎言》
- 亚洲电影促进联盟奖：帕蒂鹏·潘达力《海边的固体》
- LG OLED新浪潮奖：帕蒂鹏·潘达力《海边的固体》[27]
- LG OLED展望奖：郑范、许章《一栋房子》[28]
- 韩国电影导演协会Plus M奖：朴洪俊《要做的事》、金有敏《巴亚姆岛》
- CGV奖：李美朗《关于我的女儿》[29]
- KBS独立电影奖：吴政民《长孙》[30]
- CGK摄影奖：李振根《长孙》
- CGK摄影奖特别提及：金镇杓《巴亚姆岛》、金志龙《关于我的女儿》
- 影评人b奖：崔胜宇《去年夏天》
- Aurora媒体奖：吴政民《长孙》、金多民《米酒会告诉你》
- WATCHA短片奖：全度熙、金昭喜《MYDEAR》、崔秀赫《业报》
- 市民影评人奖：郑范、许章《一栋房子》
- 釜山影迷奖：李赫莱《黄色大门：寻找奉俊昊被尘封的短片》

## 内讧事件
2023年5月，时任执委会主席许文英（허문영）表明辞意后发生了内讧，许文英被曝对电影节内部职员进行性暴力和性骚扰，但其否认相关指控后退出电影节，此后电影节时任理事长李庸官（이용관）与时任运营委员会主席赵钟国（조종국）辞职。